# Glaucytes aureosignata
Glaucytes aureosignata är en skalbaggsart som beskrevs av Aurivillius 1928. Glaucytes aureosignata ingår i släktet Glaucytes och familjen långhorningar.
Artens utbredningsområde är Samoa. Inga underarter finns listade i Catalogue of Life.